# The Great Depression
The Great Depression (ang. Wielki Kryzys) – piąty album w dorobku szwedzkiej grupy muzycznej Blindside.

## Lista utworów
1. "The Great Depression"  – 1:27
2. "This Is a Heart Attack"  – 3:10
3. "Ask Me Now"  – 3:34
4. "We're All Going to Die"  – 3:00
5. "Yamkela"  – 3:38
6. "Put Back the Stars"  – 3:57
7. "Fell in Love with the Game"  – 4:07
8. "City Lights"  – 3:13
9. "We Are to Follow"  – 4:02
10. "You Must Be Bleeding Under Your Eyelids"  – 4:56
11. "My Alibi"  – 4:33
12. "Come to Rest (Hesychia)"  – 4:29
13. "This Time"  – 4:47
14. "When I Remember"  – 4:27